# Lance Henriksen
Lance Henriksen (New York, 5 mei 1940) is een Amerikaans film- en tv-acteur. Hij won een Saturn Award voor zijn bijrol in Hard Target en werd voor zijn hoofdrol in de televisieserie Millennium zowel in 1997, 1998 als 1999 genomineerd voor een Golden Globe. Henriksen speelde in meer dan honderd films, televisiefilms nog niet meegerekend.
Henriksen dankt zijn achternaam aan Noorse voorouders. Hij speelde gedurende zijn loopbaan rollen uiteenlopend van psychopaten tot betrouwbare agenten. Na zijn opleiding aan de Actors Studio speelde hij zijn eerste belangrijke rol in Dog Day Afternoon uit 1975. Daarna was hij in een kleine bijrol te zien in Steven Spielbergs Close Encounters of the Third Kind. Begin jaren 80 brak hij door met zijn vertolking van astronaut Wally Schirra in The Right Stuff.
Tijdens zijn carrière werkte Henriksen diverse malen samen met regisseur James Cameron. In diens film The Terminator heeft hij een kleine rol, maar in Aliens uit 1986 speelt hij als het personage Bishop een sleutelrol. In het derde deel van de Alien-cyclus was hij wederom te zien. In de jaren 90 speelde Henriksen een schurk in Hard Target en enkele jaren later had hij hoofdrol als FBI-profiler Frank Black in de serie Millennium. In diverse biopics speelde hij Abraham Lincoln en Charles Bronson. Henriksen speelt een van de twee hoofdrollen in Bone Dry (2007), waarin hij samen met tegenspeler Like Goss 90% van de speeltijd vult. In 2009 kreeg Henriksen een grotere vermaardheid als stemacteur door zijn rol als luitenant-generaal Hershel von Shepherd in het computerspel Call of Duty: Modern Warfare 2. 
Naast zijn werk als acteur is Henriksen schilder en pottenbakker.

## Trivia
- Henriksen ging op zijn twaalfde van school en kon tot zijn dertigste niet lezen. Uiteindelijk leerde hij zichzelf lezen door filmscripts te bestuderen.
- Henriksen was de eerste keus van James Cameron voor de rol van de Terminator. Toen Arnold Schwarzenegger auditie deed voor de rol van Kyle Reese, besloot Cameron dat Schwarzenegger een betere Terminator zou zijn. Henriksen kreeg toen de rol van rechercheur, terwijl Michael Biehn Reese ging spelen.

## Filmografie
*Exclusief televisiefilms
| - The Quarry (2022) (videogame) - Detroit: Become Human (2018) (videogame) - Lake Eerie (2015) - Screamers: The Hunting (2009) - Call of Duty: Modern Warfare 2 (2009) (videogame) - The Slammin' Salmon (2009) - Necessary Evil (2008) - Alone in the Dark II (2008) - Appaloosa (2008) - Dark Reel (2008) - Dying God (2008) - Deadwater (2008) - Prairie Fever (2008) - The Seamstress (2008) - House (2008) - Pistol Whipped (2008) - The Chosen One (2007, stem) - My Cousin's Keeper (2007) - Bone Dry (2007) - Pirates of Treasure Island (2006) - Superman: Brainiac Attacks (2006, stem) - The Da Vinci Treasure (2006) - Sasquatch Mountain (2006) - Abominable (2006) - The Garden (2006) - When a Stranger Calls (2006, stem) - House at the End of the Drive (2006) - Hellraiser: Hellworld (2005) - A Message from Fallujah (2005) - Tarzan II (2005, stem) - Starkweather (2004) - Keep Right (2004) - Alien vs. Predator (2004) - Madhouse (2004) - Modigliani (2004) - Out for Blood (2004) - One Point O (2004) - Dream Warrior (2003) - Rapid Exchange (2003) - Mimic: Sentinel (2003) - The Invitation (2003) - Antibody (2002) - The Untold (2002) - Unspeakable (2002) - Demons on Canvas (2001) - The Mangler 2 (2001) - Scream 3 (2000) - Tarzan (1999, stem) - No Contest II (1997) - Profile for Murder (1996) - Baja (1996) - Dusting Cliff 7 (1996) | - The Nature of the Beast (1995) - The Outpost (1995) - Powder (1995) - Dead Man (1995) - The Quick and the Dead (1995) - Spitfire (1995) - Gunfighter's Moon (1995) - Felony (1994) - Color of Night (1994) - Boulevard (1994) - No Escape (1994) - Knights (1993) - Man's Best Friend (1993) - The Criminal Mind (1993) - Hard Target (1993) - The Outfit (1993) - Super Mario Bros. (1993) - Excessive Force (1993) - Jennifer Eight (1992) - Alien³ (1992) - Comrades in Arms (1991) - Stone Cold (1991) - The Pit and the Pendulum (1991) - The Last Samurai (1990) - Johnny Handsome (1989) - Survival Quest (1989) - The Horror Show (1989) - Hit List (1989) - Pumpkinhead (1988) - Deadly Intent (1988) - Near Dark (1987) - Aliens (1986) - Choke Canyon (1986) - Savage Dawn (1985) - Jagged Edge (1985) - The Terminator (1984) - The Right Stuff (1983) - Nightmares (1983) - Piranha Part Two: The Spawning (1982) - Prince of the City (1981) - The Dark End of the Street (1981) - Stridulum (1979) - Damien: Omen II (1978) - Close Encounters of the Third Kind (1977) - Network (1976) - The Next Man (1976) - Mansion of the Doomed (1976) - Dog Day Afternoon (1975) - To Kill the King (1974) - Emperor of the North Pole (1973) - It Ain't Easy (1972) - The Outsider (1961, als figurant) |

- Biblioteca Nacional de España: XX1169462
- Bibliothèque nationale de France: cb139879766 (data)
- Gemeinsame Normdatei: 140757244
- International Standard Name Identifier: 0000 0001 1477 3598
- Library of Congress Control Number: no96025219
- Nationale Bibliotheek van Tsjechië: xx0098717
- Nationale Bibliotheek van Israël: 987007337819205171
- Nationale Bibliotheek van Polen: a0000001647421
- Nederlandse Thesaurus van Auteursnamen: 159321425
- SNAC: w6rj5fmh
- Système universitaire de documentation: 051639599
- Virtual International Authority File: 90624389
- WorldCat: E39PBJh4rkvcWtPjrdpRT8YVmd